# شتاینبرگ (زاکسونی)
شتاینبرگ (به آلمانی: Steinberg) یک شهر در آلمان است که در فوگتلاندکرایس واقع شده‌است. شتاینبرگ ۳٬۰۵۱ نفر جمعیت دارد.

## خواهرخوانده
شهر هونفلد خواهرخواندهٔ شتاینبرگ (زاکسونی) هست.